# Michail Alexejevič Meandrov
Michail Alexejevič Meandrov (rusky Михаи́л Алексе́евич Меа́ндров) narozen 22. října 1894 v Moskvě v Ruském impériu, popraven 1. srpna 1946 v Moskvě, SSSR, byl generálmajor ozbrojených sil KONR a po Vlasovově zatčení se postavil do čela KONR.

## Mládí a první světová válka
Narodil se v rodině moskevského pravoslavného duchovního Alexeje Meandrova, který v roce 1924 zemřel ve vyhnanství. Jeho rodina měla celkem čtyři syny a pět dcer. 
Meandrov v roce 1915 vystudoval 4. moskevské gymnázium a poté Alexejevské vojenské učiliště. Bojoval v první světové válce v řadách 192. riminského pěšího pluku v sestavě Jihozápadního frontu. Účastnil se bojů v Rumunsku. V roce 1917 utrpěl těžký otřes mozku a poté se stal velitelem 109. záložního pěšího pluku v Samaře v hodnosti nadporučíka.
V roce 1918 studoval na Moskevské zemědělské akademii.

## Služba v sovětské armádě
V prosinci 1918 byl povolán do Rudé armády, ale bojů občanské války se přímo nezúčastnil. 
V Rudé armádě pak sloužil na následujících pozicích:
- 1918-1921 byl instruktorem roty chemické ochrany.
- 1921-1924 byl učitelem taktiky na škole VCIK.
- 1924-1930 byl vedoucím výcviku pěchotního a kulometného odboru na škole VCIK.
- 1930-1935 byl náčelníkem štábu 3. samostatného Rjazaňského střeleckého pluku.
- 1935-1937 byl vedoucím oddělení bojové přípravy na velitelství Volžského vojenského okruhu.
- 1937-1938 byl náčelníkem 2. oddělení velitelství 12. střeleckého sboru, kde byl hodnocen jako pracovitý a vytrvalý, náročný a proaktivní ve vztahu k sobě a svým podřízeným, u kterých se těšil autoritě.[1]

| „                                                       | Хорошо развит политически. С партийной организацией тесно связан по общественно-массовой работе. Состоит в группе агитаторов-пропагандистов, пользуясь доверием партийной организации, часто выступает с докладами о международном положении и делает политинформации в штабе. По своим взглядам и делам может быть характеризован как беспартийный большевик. Честный командир, преданный социалистической Родине боец. | Dobře politicky vyspělý. Ve veřejné práci je úzce spjat se stranickou organizací. Je členem skupiny agitátorů a propagandistů, těší se důvěře stranické organizace, často podává zprávy o mezinárodní situaci a poskytuje politické školení ve štábu. Na základě jeho názorů a činů jej lze charakterizovat jako bezpartijního bolševika. Čestný velitel, bojovník oddaný socialistické vlasti. | “ |
| — úryvek z kádrového hodnocení ze dne 11. prosince 1938 | | |   |

Jeho kariéra v Rudé armádě pak pokračovala takto:
- 1938-1939 byl náčelníkem operačního oddělení velitelství 12. střeleckého sboru.
- 1939-1940 byl zástupcem náčelníka štábu 34. střeleckého sboru 7. armády Leningradského vojenského okruhu. V této funkci se zapojil do Zimní války v operacích v okolí města Vyborg. Za své zásluhy byl vyznamenán Řádem rudé hvězdy.[1]
- 1940-1941 byl náčelníkem štábu 37. střeleckého sboru.
- V roce 1941 byl náčelníkem operačního oddělení a zástupcem náčelníka štábu 6. armády.

Po napadení SSSR se 6. armáda Rudé armády ocitla v obklíčení nedaleko města Umaň (bitva o Umaň). Armáda byla zničena a Meandrov byl 6. srpna 1941 při pokusu o únik z obklíčení zajat. 

## Služba v ROA
Po zajetí byl převezen do zajateckého tábora číslo 329 u města Vinnycja. Při svém výslechu ve dnech 7. a 8. srpna 1941 uvedl jemu známé informace o plánech sovětského velení, o složení sil a další informace. Ve své výpovědi také uvedl, že jednotky 6. armády popravovaly zraněné zajaté německé vojáky. V zajateckém táboře prodělal tyfus a s obtížemi přežil zimu na přelomu let 1941 a 1942.
Od léta 1942 byl vězněn v Oflagu XIII-D, kde vyjádřil touhu spolupracovat s Němci. V roce 1942 vstoupil do Ruské národní strany práce (rusky Русская национально-трудовая партия), kterou vytvořili protisovětsky naladění váleční zajatci. Stal se také v roce 1942 členem protisovětské organizace Politické centrum boje proti bolševismu. Na podzim 1942 a na jaře 1943 se podílel na přípravě plánu na výsadek do Komijské republiky, kde se nacházely tábory GULAG, s cílem osvobodit vězně. Meandrov měl velet severní zóně výsadku. Z plánů ale nakonec sešlo a nikdy nebyly uskutečněny.  
Poté, co Politické centrum boje proti bolševismu bylo Němci rozpuštěno a řada jeho vůdců zatčena, stanul v čele zbytků organizace. V létě 1943 se zbývajícími členy centra vstoupil do ruského dobrovolnického útvaru, kde se podílel na kárných operacích proti sovětským partyzánům v Leningradské oblasti. Oddíl byl Němci rozpuštěn poté, co asi 15 jeho příslušníků přeběhlo k sovětským partyzánům.
Od září 1943 sloužil jako asistent velitele zajateckého tábora v Radomi. V prosinci 1943 se připojil k podzemní organizaci NTS (rusky Народно-трудовой союз, Lidový svaz práce), která usilovala o ustavení ruské nezávislé organizace s cílem vytvoření svrchovaného národního Ruska.
V lednu 1944 byl poslán do školy ROA, kde se stal instruktorem propagandy a redaktorem bulletinů ROA. Stál v čele organizačního výboru pro svolání ustavujícího sjezdu KONR, který se konal 14. listopadu 1944 v Praze. Meandrov v Praze podepsal Pražský manifest. Od října 1944 byl vedoucím oddělení propagandy velitelství ozbrojených sil KONR. Od listopadu 1944 byl zástupcem vedoucího hlavní správy propagandy KONR Žilenkova.   
V lednu 1945 se neúspěšně pokusil přesvědčit skupinu zajatých sovětských generálů, aby se přidala k vlasovskému hnutí. Nepodařilo se mu přesvědčit nikoho z generálů, pouze v pramenech nejmenovaného podplukovníka. V únoru 1945 byl povýšen na generálmajora a jmenován vedoucím důstojnické školy ozbrojených sil KONR, která byla součástí Jižní skupiny ozbrojených sil Výboru pod velením generála Truchina.  
Dne 9. května 1945 se vzdal i se svou školou americké armádě a byl internován v zajateckém táboře.

## Zajetí, soud a poprava
Sovětské úřady se snažily zajaté vlasovské vojáky převést do své pravomoci. Zástupci velení 46. sovětské armády dislokovaní nedaleko amerického zajateckého tábora se pokusili vstoupit s nimi do jednání a vyzvali Meandrova k návratu do vlasti. Ten takové návrhy odmítl. V zajateckém táboře kolovaly zvěsti o tom, že sovětské tajné služby unášejí vojáky ROA, kteří docházeli za prací do blízkého města nebo se pokusili uprchnout. Proto Meandrov vydal rozkazy zakazující pohyb mimo tábor. Nakonec se americké velení 28. května 1945 rozhodlo odvést vlasovské vojáky dále do zázemí do Bavorska. Jednalo se celkem o 6 400 osob.
V americkém zajetí se Meandrov pokoušel zachránit zbytky vlasovského hnutí a vyzýval americké úřady, aby zbytky ROA využily pro boj se SSSR. Jako generálmajor ozbrojených sil KONR převzal velení nad vojáky, kteří byli soustředěni v amerických zajateckých táborech a stal se vedoucí postavou hnutí. Americké představitele se snažil přesvědčit, že nebojoval za Němce, ale proti sovětské vládě. Ve svých rozkazech demonstroval své přesvědčení, že demokratické vlády vlasovcům poskytnou azyl, neboť se jedná o politické bojovníky za svobodu pod praporem národního a demokratického Ruska. Udržovala se také naděje na budoucí konflikt mezi SSSR a západním světem. V Bavorsku se Meandrov snažil oživit činnost KONR a do jeho vedení dosadil další osoby. Jednou z nich byl plukovník Korbukov, se kterým později v roce 1946 stanul před sovětským soudem. Nový výbor měl vést politická jednání s americkými úřady, která však nikdy nezačala.
Množství vlasovských vojáků ze zajateckého tábora v Bavorsku uprchlo, jen mezi 28. květnem a 17. srpnem 1945 se jednalo o 1 396 osob. Americké stráže za úplatu, obvykle zlatý šperk, byly ochotné vojáky nechat z tábora odejít. Meandrov kategoricky odmítal útěky s tím, že osud vojska musí nést všichni stejně a uprchlí jen zhoršují situaci všech ostatních, neboť to povede ke zpřísnění režimu a ostrahy. Pevně věřil, že pokud se nechtějí dobrovolně vrátit do SSSR, tak je americké úřady nevydají. Snažil se udržet disciplínu v táboře, ale nálada zajatých vojáků se prudce zhoršila po zprávách o vydání kozáků současně se snížením přídělů potravin na 250 gramů chleba a 70 g hrachu. Vlastní nákup potravin byl zajatcům střídavě povolován a zakazován. Lze vyslovit domněnku, že se tak americké velení snažilo donutit vlasovce k útěku, aby se zbavilo nepříjemného problému ve vztazích se SSSR. V soukromém dopise Meandrov o situaci v táboře a rozpoložení vojáků napsal:
| „                                                                             | Бог даст, смогу сохранить их жизнь и вывести их из-за проволоки на свободу. Добились посылки части людей на полевые работы. Это уже большой шаг, первая победа. Как только разрозненные наши части, лишившись руководства, перешли на американскую сторону, я встал во главе их, объединил и поставил себе целью спасти их от отправки на совет[скую] сторону. Трудная эта задача, особенно, когда люди разочарованы, потеряли веру в успех, когда они живут мыслями о своем личном спасении и каждый по-своему ищут выхода... Вот уже 2 месяца как все мы живем на положении людей, приговоренных к смерти, и в готовности ее принять, если нас будут выдавать в руки Советов. Люди изнервничались, болезненно реагируют на всякие слухи, впадая то в отчаяние, то в какую-то детскую, необоснованную радость. Некоторые даже близки к нервному заболеванию. Плохое питание усугубляет положение. | Dá-li Bůh, budu moci zachránit jejich životy a vést je zpoza drátu na svobodu. Podařilo se nám poslat nějaké lidi na terénní práce. To už je velký krok, první vítězství. Jakmile naše nesourodé jednotky, když ztratily vedení, přešly na americkou stranu, postavil jsem se do jejich čela, sjednotil je a dal si za cíl zachránit je před odesláním na sovětskou stranu. To je těžký úkol, zvláště když jsou lidé zklamaní, ztratili víru v úspěch, když žijí s myšlenkami na svou osobní spásu a každý svým způsobem hledá cestu ven... Už dva měsíce žijeme všichni v pozici lidí odsouzených k smrti a jsme připraveni ji přijmout, pokud budeme předáni Sovětům. To má na mnoho lidí depresivní účinek. Lidé jsou nervózní, bolestně reagují na nejrůznější fámy, upadají do zoufalství, pak do jakési dětské, neopodstatněné radosti. Někteří mají dokonce blízko k nervové poruše. Špatná výživa situaci zhoršuje. | “ |
| — Meandrov, soukromý dopis Jekatěrině Ivanovně Sverbjejevové 7. července 1945 | | |   |

Meandrov se snažil bránit vojáky ROA před vydáváním do SSSR, ale když nabyl přesvědčení, že mu také hrozí vydání, pokusil se neúspěšně o sebevraždu. Do SSSR byl americkými úřady vydán 14. února 1946. Od března 1946 byl vězněn v Moskvě. Vyšetřovatelům SMĚRŠ se netajil svou nenávistí vůči sovětské moci. Svou neochotu k útěku zdůvodňoval jednak obavami ze ztráty vojenské cti, ale také tím, že útěk považoval za důkaz své viny.
Byl postaven před soud Vojenského kolegia Nejvyššího soudu SSSR, u kterého přiznal svou vinu. Byl odsouzen k trestu smrti oběšením, který byl 1. srpna 1946 vykonán na dvoře věznice Butyrka. Jeho tělo bylo zpopelněno v krematoriu NKVD a popel byl vysypán do příkopu Donského kláštera, kam byl v sovětských dobách sypán popel osob popravených jako nepřátelé lidu.
Pokus o jeho rehabilitaci byl ruským soudem 1. listopadu 2001 zamítnut.